# Gunung Tahan
Gunung Tahan (z malajskiego „góra cierpliwości, wytrwałości”) – najwyższy szczyt kontynentalnej części Malezji i całego Półwyspu Malajskiego (2187 m n.p.m.), leżący w górach Tahan (część większego pasma Tenasserim) w prowincji Pahang, blisko granicy z Kelantan. To szósty pod względem wysokości szczyt Malezji. Jest położony wewnątrz chronionego lasu w Parku Narodowym Taman Negara, ok. 238 km na północ od Kuala Lumpur. Po raz pierwszy szczyt opisał w 1876 roku rosyjski podróżnik i antropolog Nikołaj Mikłucho-Makłaj, który odbył podróż na szczyt rok wcześniej.
To trudny, choć zarazem popularny cel wspinaczek (stąd bierze się nazwa, powiązana z męczącym wejściem na szczyt). Na górę Tahan prowadzą 3 popularne trasy:
- Kuala Tahan-Kuala Tahan
- Merapoh-Kuala Tahan or Kuala Tahan-Merapoh
- Merapoh-Merapoh

Pierwsza z tras może zabrać nawet 7 dni na pokonanie, druga i trzecia – ok. 5.